# Coprée
Dans la mythologie grecque, Coprée, est le fils de Pélops et d'Hippodamie.

## Mythe
Après avoir tué Iphitos, il s'exile à Mycènes où il est purifié par Eurysthée, dont il devient le héraut, et il sert d’intermédiaire entre le roi et Héraclès pour désigner au héros les douze travaux qu'il doit accomplir. Il a un fils, Périphétès, qui participera à la guerre de Troie.